# Mandanapis cooki
Mandanapis cooki är en spindelart som beskrevs av Norman I. Platnick och Forster 1989. Mandanapis cooki ingår i släktet Mandanapis och familjen Anapidae.
Artens utbredningsområde är Nya Kaledonien. Inga underarter finns listade i Catalogue of Life.